# Municipio de Tenango del Aire
El municipio de Tenango del Aire es un municipio mexicano perteneciente al estado de México, ubicado al sureste de la entidad. Su cabecera municipal es el pueblo de Tenango del Aire.  En tiempos precolombinos fue asiento del Señorío (altépetl) de Tenanco Texopalco Tepopolla, integrante de la Confederación Chalca (Chalcayotl). En 1984 fue el primer municipio de la entidad ganado por un partido de izquierda y ha registrado una constante alternancia en el gobierno municipal entre el PRI y el PRD.
En los últimos 20 años ha registrado una fuerte actividad turístico-comercial y cultura.
Durante la Colonia fue conocido como San Juan Bautista de Tenango Tepopula y durante el siglo XIX como Tenango de Tepopula o Tenango Tepopula solamente.
Forma parte del Distrito Electoral Federal 33 y del Distrito Electoral Local XXVII.

## Toponimia
El nombre del municipio viene del náhuatl Tenanco; que significa lugar amurallado ó lugar de la muralla (tenan[tli]- ‘muralla’ y -co ‘locativo’). Porfirio Díaz le añadió "del Aire" debido a los múltiples remolinos que se forman en el lugar.

## Heráldica

### Glifo
Oficialmente el Municipio de Tenango del Aire utiliza el glifo diseñado en los años 50´s por el Gobierno del Estado de México y que es el representado en la parte derecha de esta página.
El símbolo jeroglífico del Municipio de Tenango del Aire, está constituido por una imagen en forma de rectángulo con tres círculos en el centro,
cuyo significado representa una muralla (Tenamitl), y que sobre de él muestra las almacenas (sillas) de algunos gobernantes o las casas de los mismos.
Sobre él se posa la representación jeroglífica del aire o del dios Ehécatl.

### Escudo Heráldico
En la administración 2003-2006 se diseñó un escudo heráldico, ajeno a cualquier color partidista, ya que contenía elementos cromáticos variados y diversos.
Descripción: El escudo se conforma por un escudo español en color sanguíneo, representando la conquista Española acontecida entre los años 1519-1521, dividido en tres cuarteles, con bordura y jefe en la parte superior. En el jefe se encuentra escrito el nombre del Señorío de Tenanco Tepopolla, parte integrante del Chalcayotl (Confederación Chalca).
El escudo se encuentra conformado por tres cuarteles, ocupando los dos inferiores la mitad del ancho del cuartel superior; y partiendo de la misma bordura se sitúa al centro el mapa del territorio municipal.
En el cuartel superior están representados los volcanes Popocatépetl e Iztaccíhuatl representando la ubicación geográfica del municipio de Tenango del Aire, al suroriente del Estado de México. Bajo de ellos la representación de los bosques, ecosistema que aún prevalece en pequeñas partes del Municipio. Se ubica en este mismo cuartel el Puente Guerrero-Cuapantitla, construido a fines del siglo XIX sobre el río Apotzonalco, el cual también está representado, custodiado en los extremos por dos árboles de Pirul símbolo de la de tierras.
En el cuartel inferior adiestrado se encuentran cruzados un matraz, representando a la ciencia; un pico y una pala, representación de la mano de obra de los tenanguenses y un engrane, representando a la incipiente industria que empieza a darse en el municipio.
En el cuartel inferior sinestrado se encuentra un campo de labor, representando la principal actividad económica del Municipio que es la agricultura; en este campo se posa una res, en representación a la ganadería; y sobre estos, del lado izquierdo la efigie del General Emiliano Zapata, apóstol del agrarismo y quien expidió la primera Ley de Libertades Municipales en 1916 que reconoce la libertad a los municipios de administrar su hacienda.
Alrededor del escudo se coloca un manto dorado, para resaltar la grandeza de Tenango, el cual tiene en los extremos a cuatro flores de lis que representan a los cuatro pueblos originarios sobrevivientes de Tenango del Aire; en la parte inferior central del manto, sobreponiéndose a los cuarteles inferiores una mazorca que representa al principal cultivo agrícola del Municipio, el maíz.
El escudo tiene un timbre, en el cual se sustituye la típica corona europea por el penacho propio de los tlatoanis de los altépetl (señoríos), representando al Señorío de Tenanco Tepopolla.

## Localización y colindancias geográficas
La cabecera municipal de Tenango del Aire, se localiza a los 98°51′, de longitud oeste y a los 19°9′  latitud norte, la cabecera municipal se encuentra a 2,285 m s. n. m., dentro del municipio existen alturas hasta de 2,800 m s. n. m. Limita al norte con los municipios de Temamatla y Tlalmanalco, al sur con el municipio de Juchitepec, al este con el municipio de Ayapango de Ramos Millán, al oeste con los municipios de Temamatla y Juchitepec. Su distancia aproximada a la capital del estado es de 142 km .

## Historia
En el año de 1162, los chichimecas teotenancas se asentaron en las inmediaciones del Lago de Chalco (Ayotzingo), pasando a fundar posteriormente Tenanco Tepopollan (lugar en las inmediaciones de lo que hoy se conoce como Rancho Aculco), para posteriormente segregarse una parte que fundaría Tzacualtitlan Tenanco Amaquemecan, cien años después.
El señorío de Tenanco Texopalco Tepopollan, fue uno de los cuatro señoríos principales de la Confederación Chalca (Chalcayotl), conformado originalmente por más de 40 pueblos, entre los que figuraban los actuales Juchitepec, San Mateo Tepopula, Santiago Tepopula, San Juan Coxtocán, San Matías Cuijingo, un asentamiento en las inmediaciones de lo que hoy conocemos como Felipe Neri, en el Estado de Morelos, además de que le tributaba un barrio de Santa Catarina Ayotzingo, donde quedan asentados Tenancas.
Dominación española: Al inicio de la dominación española (1521) el pueblo-señorìo de Tenanco es congregado en las inmediaciones de Tepopula.
Nuestra municipalidad fue uno de los pueblos que conformaron la puerta principal por donde pasaron los españoles en su avance por el Popocatépetl y el Iztaccíhuatl, siguiendo por Amecameca, Tenango del Aire, Tlalmanalco, Santa Catarina Ayotzingo e Ixtapaluca, hacia Tenochtitlán.
En el territorio del Municipio se asentó el Señorío de Tenanco Texopalco Tepopollan, parte integrante del Imperio Chalca. Esta región fue nombrada en 1354 Chalco, poco después el territorio se dividió en 4 señoríos cuya denominación fue:  "Tlacohcalco-Chalco", "Amaquemecan-Chalco,Tenanco Texopalco Tepopollan-Chalco y Chimalhuacan-Chalco".

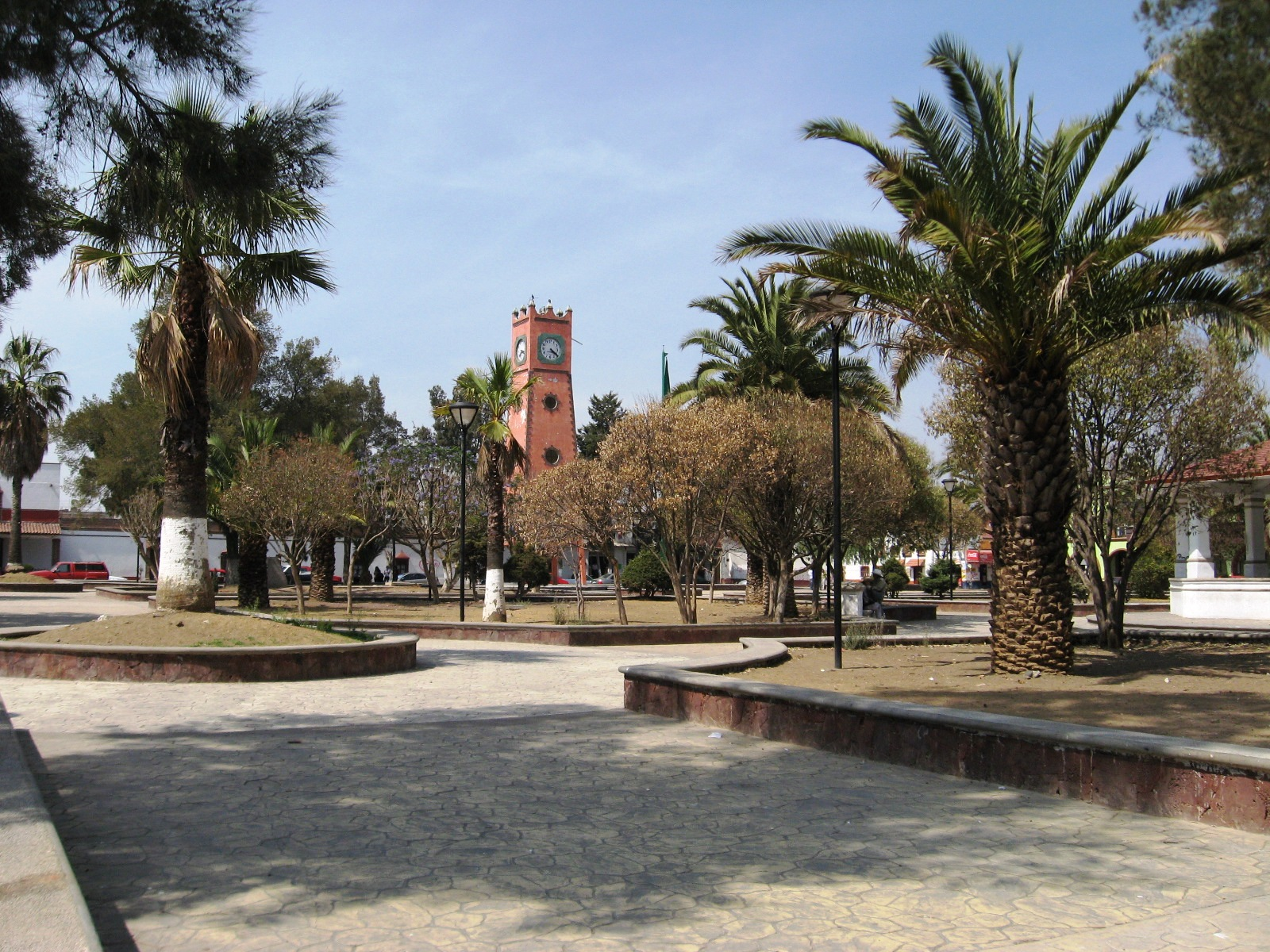
Explanada de Tenango del Aire.

En 1521, los Tenancas llegan a estos lugares, solicitan un lugar para asentarse a los de Tepopotepetl (San Mateo Tepopula) y le llaman al lugar Tenanco.
Una información regularmente omitida de la historia de este municipio es el hecho de que el Códice Mendocino, al narrar la ruta por la cual Quetzalcoatl parte hacia el oriente habla de Cochtocan, en las cercanías de los volcanes Popocatépetl e Iztaccíhuatl, este punto es hoy donde se asienta el Pueblo de San Juan Coxtocán. Así mismo se omite mencionar que el Pueblo conocido posteriormente como Santiago Tepopula tributaba al Señorío de Tlaltelolco, población mexica que curiosamente una vez dada la evangelización tuvo a Santiago Apóstol como santo patrono. Esta tributación fue producto de las constantes guerras entre el Imperio Mexica y el Imperio Chalca derrotado.
Para 1532, Fray Juan de Zumárraga, arzobispo de México ordena la construcción de la parroquia San Juan Bautista y lleva a cabo la congregación de estos lugares anteponiendo al nombre en náhuatl que tiene cada pueblo el nombre de un santo, de esta forma, pasa de Tepopotepetl a “San Mateo Tepopula”, constituyendo un barrio, hoy delegación. Posteriormente se le denominó “Tenango de San Juan Bautista Tepopula”, y al pasar el tiempo “Tenango Tepopula”, a finales del siglo XIX. Tenango del Aire, cuentan que por una ocurrencia del Presidente Porfirio Díaz.
Antonio Galindo Verdura en 1976-1978 hace las mayores obras del municipio tales como: el reloj municipal, el nuevo palacio municipal, la nueva escuela primaria y los nuevos pozos aquíferos. Introdujo la madurez política al pueblo y comenzó la socialización de los ricos con los pobres. 
En las elecciones municipales de 1984 obtiene el triunfo Edmundo Rojas Soriano, candidato del Partido Socialista Unificado de México (PSUM), convirtiéndose en el primer municipio gobernado por este partido en el Estado de México y el tercero a nivel nacional. El resultado de dicha elección, en la que los únicos partidos que registraron candidatos fueron el PRI, con Alberto Montilla, y el PSUM, con el ya mencionado Edmundo Rojas Soriano, fue:
PRI: 650 Votos.  43.5%.
PSUM: 845 Votos. 56.5%.
Durante su gobierno se introdujeron las redes de agua potable y drenaje a los Pueblos de Santiago Tepopula y San Juan Coxtocán, además de construirse el Auditorio de Santiago e iniciarse la construcción del de Coxtocán.
En 1987, el PSUM, ya para ese momento denominado Partido Mexicano Socialista (PMS), obtiene nuevamente el triunfo, con Tomás Martínez, originario de San Juan Coxtocán, como candidato.
Cabe señalar que es uno de los municipios con mayor alternancia política del Estado de México, ya que en los últimos 25 años ha sido gobernado por el PRD (y sus antecedentes orgánicos) en 4 ocasiones y por el PRI en igual número de veces.

## Tenanguenses Destacados
General Tomás García.- Originario de San Juan Coxtocán, participó destacadamente en la Batalla de Nepantla, en la cual las fuerzas zapatistas, al mando del General Everardo González Beltrán, derrotaron a los destacamentos carrancistas, hecho que se conoció el "Desastre de los Carrancistas en Nepantla", el 24 de agosto de 1916. Firmante del Plan de Milpa Alta, del 6 de agosto de 1919, al grito de "Reparto efectivo de tierras o Muerte".
Román Rojas Soriano.- Originario de Santiago Tepopula, diputado local por el Partido Mexicano Socialista, a la Legislatura del Estado de México, de 1987 a 1990.

## Medio Físico

### Extensión
Actualmente, la superficie del municipio es de 38.09 kilómetros cuadrados, que representan el 0.2% del territorio estatal.

### Orografía
La región en la que se asienta el municipio de Tenango del Aire es accidentada y fértil. Pertenece a la zona de los lagos y los volcanes de Anáhuac, subprovincia del eje volcánico con lomeríos y cerros de la Cordillera Neovolcánica, con topografía plana, semiplana y accidentada, la única elevación de importancia es el cerro de Tezoyuca. Le siguen cerros de menor altura, como el Cuajoma, Zoceyuca, los cerritos de las campanas, el cerro de Xaltepec (mina de tezontle), el cerro de Acontepec, Lutlalpantl, la loma de San Luis, el cerro de Zopilocalco, San Juan Coxtocan ocupando una superficie total de 40% del territorio municipal. Asimismo existen varias depresiones, las cuales en tiempo de lluvia, desembocan en el río Apotzonalco, como Barranca Honda Tezuyo, Tlalpixilco, Gallinero, del Tesoro, del Huarache, Tecuatitlán y Zopilocalco.

### Hidrografía
El sistema hidrológico del municipio se constituye únicamente por el río Apotzonalco y diversas corrientes de agua subterránea. El primero, también conocido como río Tenango, tiene cauce temporal en tiempo de lluvia y por los deshielos de los volcanes Popocatépetl e Iztaccíhuatl. Aunado a lo anterior, el grado de conservación es deficiente, dado que en el desembocan o tiene como salida las aguas negras de los municipios aledaños, ocasionado un deterioro ecológico a lo largo de las municipalidades de Amecameca, Ayapango, Tenango del Aire, Temamatla, además de los mantos acuíferos, hay cuatro pozos profundos denominados Tlachique 1, 2, 3 y 4 que abastecen de agua a varios municipios, por medio del sistema sureste Sor Juana Inés de la Cruz.

### Clima
El clima en la región es templado subhúmedo, con precipitaciones pluviales en los meses de mayo a octubre, la temperatura media es de 14.2 °C, con una máxima extrema de 31 °C y mínima de 2 °C.
Las heladas repercuten fuertemente en las zonas bajas del municipio y se presentan en los meses de noviembre a febrero de cada año.

### Principales Ecosistemas

#### Flora
En el municipio de Tenango del Aire es escasa debido al constante crecimiento de las zonas de uso agrícola y urbano. En las zonas boscosas de la municipalidad se encuentran las siguientes variedades:
Pirul, tepozán, ocote, madroña, zahuislica, cedro, eucalipto, alcanfor, aguacate, palo dulce, huizache, palo de jazmín, zalocote, llorón, los árboles que predominan son los encinos.
Entre los árboles frutales destacan: manzano, peral, perón, ciruelo, chabacano, nuez de castilla, durazno. Los frutos originales de la región son el capulín y tejocote.

#### Fauna
La fauna es escasa debido al descontrol en la caza y depredación de las pocas especies animales de la región, en el territorio municipal existen las siguientes especies:
Aves: aguililla, paloma silvestre o tórtola, tecolote, lechuza, colibrí, gorrión, gavilán, halcón, ceceto. Hay una gran variedad de insectos y roedores como: rata, ratón de campo, tuza, ardilla, hurón, armadillo ya en extinción, (conejo, fuente de alimentación e ingresos).
Reptiles: serpiente de cascabel, zencuate, víbora chirrionera, zencoyote, sapo cornudo y una gran variedad de lagartijas, estas especies se encuentran en constante peligro por la caza indiscriminada, así como incendios forestales no controlados. En el municipio se encuentran dos áreas de reserva ecológica, ubicadas en San Juan Costocán, 40 ha, la cual es un pequeño bosque con árboles de cedro y pino, registrados en PROBOSQUE y SAGAR; y en el Ejido de Tenango del Aire, se encuentra el centro ceremonial Chucoatl, (serpiente cósmica), que es reservación ecológica y arqueológica.

### Recursos Naturales
Tezontle y tepetate. En el municipio se cuenta con una mina de tezontle, (cerro chaltepetl), aproximadamente a 1,400 metros del centro de la cabecera municipal). Dicho material es muy apreciado por su resistencia y no pesa.

#### Características y Uso del Suelo
El municipio cuenta con suelos fértiles, de tipo húmedo y de los siguientes tipos: Litosol (1), en todo el municipio y su uso depende principalmente de la vegetación que los cubre.
Los usos predominantes son el agrícola de 15% y se utiliza para la siembra de temporal siguiéndole en importancia el forestal, con un 35% que corresponde a lomeríos, cerros y pastizales, predominando el suelo pedregoso y la vegetación escasa; en tiempo de secas este es destruido de manera irracional por la tala clandestina e incendios de pastizales y matorrales, apresurando con esto la erosión del suelo y la muerte de la microflora. El 11% del suelo es urbano y el 3% está dedicado a otros usos como son pozos, reservas ecológicas y arqueológicas.

## Situación Social

### Fiestas, Danzas y Tradiciones
Fiestas populares: el 24 de junio se lleva a cabo la fiesta religiosa en honor al Patrón San Juan Bautista, el domingo siguiente la Pascua, se celebra el día del Sr. de la Misericordia en la localidad de Tenango del Aire, cabecera municipal.
Carnaval: Fecha movible, es una fiesta relevante e importante del municipio, son varios días de festejo religioso pagano, en la localidad de San Mateo Tepopula
Del 24 al 27 de julio se celebra una fiesta en honor a Santiago Apóstol, Patrón del pueblo Santiago Tepopula.

### Danza
Las típicas son la de los retos a los 12 pares de Francia, los Chinelos; dichas danzas se presentan en la región.

### Tradiciones
Para celebrar el día de todos los santos y los fieles difuntos, se acostumbra colocar un altar en el centro de la casa, con la comida y bebida que les gustaban a los muertos, sin faltar agua, sal, ceras, incienso, pan de muerto, un petate, flor de muerto y flores blancas.
El día 1.º los jóvenes salen a rezar a los muertos nuevos, los que fallecen en el año, las familias ya saben y los esperan para compartir la ofrenda y muy disimulados, quitan del altar la fruta, pan dulce, los de la casa hacen que no se dan cuenta, todo esto es muy divertido.
En el mes de diciembre se realiza la festividad en honor a la Virgen de Guadalupe como en todo el país, esta fiesta adquiere mayor participación de la comunidad que la del 24 de junio.
Para seguir con la celebración el fin de semana siguiente a la fecha del día 12 de diciembre se realiza la danza del chinelo por todas las calles de la comunidad visitando las capillas y la iglesia, así como a todas las imágenes públicas De la Virgen de guadalupe.
El 17 de diciembre del 2011 surge una nueva comparsa de chinelos con el nombre "Tonantzin", organizada principalmente por la familia Valencia, algunos organizadores son Rubén Ramírez Valencia, Julio Valencia Reyes,entre otros.

### Artesanías
Tallado de tezóntle, escultura, maceteros de figuras, ceniceros, producido por Guillermo Suárez, mosaicos decorados, trocitos de vidrio de color, insertado en yeso formando diversos dibujos, vidrio al plomo, cinta cubierta con soldadura, pintura de óleo, alhajeros, portarretratos y otros más son artesanías producidas por Nadia Flores.

### Gastronomía
El municipio no tiene como tal una comida representativa, ni bebida.
Los platillos predilectos en bautizos, cumpleaños, bodas o fiestas importantes, es el mole, carnitas, mixiotes, arroz, tamales, etcétera.

## Principales Localidades

### Tenango del Aire
El pueblo de Tenango del Aire está situado en el Municipio de Tenango del Aire (en el Estado de México). Tiene 5035 habitantes y está a 2380 metros de altitud sobre el nivel del mar.
En él tiene asiento el gobierno municipal. Registra una fuerte actividad turístico-comercial.
Su santo patrono es San Juan Bautista, cuya fiesta patronal es el 24 de junio, y a quién está dedicada su parroquia construida en el siglo XVII. Esta es asiento también del Santuario señor de la Misericordia, instituido por el papa Juan Pablo II.
Cuenta con una oficina de Correos de México.
Entre los principales comercios del lugar están Pasteles Tenango, propiedad de la Sra. Lilia González-Aragón Gutiérrez.
Se divide en los barrios de Texcalapa de San Miguel Arcángel, La Palma Xoxope y Amilco, en los cuales se elige a un subdelegado municipal por cada uno de ellos, además de uno más por la Colonia Tecuatitla. En toda la cabecera municipal se elige, mediante voto libre y secreto a un Consejo de Participación Ciudadana.

### Santiago Tepopula
El pueblo de Santiago Tepopula está situado en el Municipio de Tenango del Aire (en el Estado de México). Tiene 2244 habitantes.
Santiago Tepopula está a 2400 metros de altitud. Su principal actividad económica es la agricultura. Cuenta con el Auditorio Delegacional "Edmundo Rojas Soriano", una biblioteca municipal y una casa ejidal, además de dos campos de fútbol. Cuenta con Jardín de Niños, Primaria y una Telesecundaria
Cuenta con una parroquia dedicada a Santiago Apóstol, cuya fiesta patronal es el 25 de julio. Se festeja también a la Virgen de Guadalupe el 12 de diciembre de cada año.
Tiene la categoría política de Delegación Municipal, eligiendo a tres delegados municipales cada tres años mediante asamblea de Pueblo y a un Consejo de Participación Ciudadana.
De entre su gente han surgido tres presidentes municipales -Edmundo Rojas Soriano, Juan Domínguez Villa y Adiel Zermann Miguel- y un diputado local -Román Rojas Soriano- en 1987 por el PMS.

### San Juan Coxtocán
El Pueblo de San Juan Coxtocan está situado en el Municipio de Tenango del Aire (en el Estado de México). Tiene 1729 habitantes y se encuentra a 2400 metros de altitud (SNM) coxtocan significa lugar amarillo o tierra amarilla.
Esta localidad cuenta con una fuerte comunidad evangélica, contando para ello con un templo propio. Por el lado católico, se cuenta con una iglesia dedicada a San Juan Bautista, cuya fiesta patronal es en el mes de julio. Dedican también una fiesta a la Virgen de Guadalupe los primeros días de enero.
Cuenta con una explanada, una auditorio delegacional, campo de fútbol, la Biblioteca Municipal "General Tomás García" y un frontón.
Cuenta con Jardín de Niños, Primaria y una Telesecundaria de reciente creación. En 1993 fue declarada la localidad con mayor nivel educativo del Estado de México.
De entre sus habitantes han emanado cuatro presidentes municipales - Ramón Frías Martínez, Tomás Martínez Morales, Salvador Martínez Martínez y Moisés García Pérez -.
Tiene la categoría política de Delegación Municipal, eligiendo mediante asamblea comunitaria a tres delegados y un Consejo de Participación Ciudadana.

### San Mateo Tepopula
Aunque muchos insisten en considerarlo como un barrio de Tenango del Aire, San Mateo Tepopula es uno de los pueblos originarios de Tenango del Aire, con identidad social y cultural propia. Cuenta con aproximadamente 1400 habitantes.
Tiene la categoría política de Delegación Municipal, eligiendo mediante asamblea comunitaria a tres delegados y un Consejo de Participación Ciudadana.
Cuenta con un parque recreativo, cancha de básquetbol, explanada delegacional, Auditorio y una biblioteca municipal de reciente creación, además de un Jardín de Niños, una Primaria y una Telesecundaria.
En los tiempos recientes ha tenido a tres presidentes municipales, siendo el último el Sr. Jesús Vidal.

## Educación y Cultura

### Educación
En el Municipio existen 16 planteles educativos de los niveles básico y medio superior, de los cuales 15 son públicos y uno es privado.

### Preescolar
! C.C.T. !! NOMBRE DE LA INSTITUCIÓN !! LOCALIDAD  !! TURNO !! MODALIDAD !! SOSTENIMIENTO
|-
| 15EJN0411J || EVANGELINA OZUNA PEREZ || TENANGO DEL AIRE || MATUTINO || PREESCOLAR GENERAL || ESTATAL
|-
| 15EJN3609N || MARIA MONTESSORI || SAN MATEO TEPOPULA || MATUTINO || PREESCOLAR GENERAL || ESTATAL
|-
| 15EJN0467L || ROSARIO SANSORES || SAN JUAN COXTOCAN || MATUTINO || PREESCOLAR GENERAL || ESTATAL
|-
| 15DJN1873Z || VICENTE SUAREZ || SANTIAGO TEPOPULA || MATUTINO || PREESCOLAR GENERAL ||FEDERAL

#### Primaria
| C.C.T.     | NOMBRE DE LA INSTITUCIÓN | LOCALIDAD          | TURNO    | MODALIDAD        | SOSTENIMIENTO       |
| ---------- | ------------------------ | ------------------ | -------- | ---------------- | ------------------- |
| 15DPR0865A | CUAUHTEMOC               | TENANGO DEL AIRE   | MATUTINO | PRIMARIA GENERAL | FEDERAL TRANSFERIDO |
| 15DPR0871L | DIODORO C. OLVERA        | SANTIAGO TEPOPULA  | MATUTINO | PRIMARIA GENERAL | FEDERAL TRANSFERIDO |
| 15DPR0869X | NIÑOS HÉROES             | SAN JUAN COXTOCAN  | MATUTINO | PRIMARIA GENERAL | FEDERAL TRANSFERIDO |
| 15DPR0872K | JOSÉ MARÍA MORELOS       | SAN MATEO TEPOPULA | MATUTINO | PRIMARIA GENERAL | FEDERAL TRANSFERIDO |

#### Secundaria
C.C.T. NOMBRE DE LA INSTITUCIÓN LOCALIDAD TURNO MODALIDAD SOSTENIMIENTO
15EES0612Q OFIC NO 0273 "5 DE FEBRERO" TENANGO DEL AIRE MATUTINO SECUNDARIA GENERAL ESTATAL
15ETV0111B OFTV NO 0114 "JOSEFA ORTIZ DE DOMÍNGUEZ SANTIAGO TEPOPULA MATUTINO TELESECUNDARIA ESTATAL
15ETV0207O OFTV NO 0207 "FERNANDO MONTES DE OCA" SAN MATEO TEPOPULA MATUTINO TELESECUNDARIA ESTATAL
Preparatoria
Preparatoria oficial # 130 ubicada en la cabecera municipal, calle de la estación s/n

### Espacios Culturales
Tenango del Aire es el municipio con mayor actividad cultural de la zona suroriente del Estado de México, encontrándose en él ubicados los siguientes espacios culturales:
- Museo Casa de Madera (Sitio web: https://web.archive.org/web/20160309064713/http://museocasademadera.org/).
- Muralla "Lugar del vidrio" (Galería y Taller de Vitrales).
- Rancho Tecomate Cuatolco y Casa del Poeta (Del pintor Nahum B. Zenil.
- Centro de Arte Dramático A.C CADAC (Arturo Castillo Rodríguez)
- Taller Arte Sepia y Museo Mexicano de Arte Moderno y Contemporáneo (MMAMyC)
- Antiguo Cine "Eden".
- Casa Municipal de Cultura"Ollin Coatl"

```
 parque recreativo Aculco
```

Cabe mencionar que Tenango del Aire ha sido sitio de encuentro de intelectuales, artistas y pensadores desde la década de los sesenta y setenta: personajes como Carlos Monsiváis (†) y el reconocido pintor Nahúm B. Zenil, se reunían en la casa de madera -hoy convertido en museo-,actualmente es visitado por gente importante de la política y de la farándula, quienes gracias a sus comentarios y a opiniones de muchas personas han convertido a Tenango del Aire en un importante bastión cultural.

## Gobierno

### Caracterización del Gobierno
El Gobierno de Tenango del Aire recaé, conforme lo preceptuado en la Constitución Política de los Estados Unidos Mexicanos en un Ayuntamiento de elección popular, electo cada tres años, y que se encuentra conformado por:
- Un Presidente Municipal.
- Un Síndico.
- Regidores de Mayoría Relativa.

Los regidores tienen los mismos derechos y obligaciones.
El Ayuntamiento cuenta con un Secretario, quien es el responsable de la política gubernativa del municipio; así como es el fedatario de los actos del órgano colegiado de gobierno -cabildo- al ser quien da fe de sus actos y los asienta en el Libro de Actas. Todos los actos emanados del Ayuntamiento o de cualquiera de sus integrantes debe ser firmado por este para que tengan validez legal.
El Ayuntamiento sesiona en Cabildo al menos una vez por semana en forma ordinaria y extraordinariamente tantas veces como sea necesario, siempre a convocatoria del Presidente Municipal y en el Salón de Cabildos. Reside en el Pueblo de Tenango del Aire, por lo que esta es denominada Cabecera Municipal, en la cual se asienta el Palacio Municipal.

#### Composición Actual del Ayuntamiento 2019
C. ROBERTO ÁVILA VENTURA
'

### Administración Pública
La administración pública municipal es la actividad coordinada, permanente y continua, que realiza el presidente municipal con las dependencias y recursos humanos, financieros y materiales, tendiente al logro oportuno y cabal de los fines del Municipio y el cumplimiento de los mandatos y acuerdos del Ayuntamiento, mediante la prestación directa de servicios públicos, materiales y culturales, estableciendo la organización y los métodos más adecuados.
En Tenango del Aire se conforma por:
Presidencia Municipal
Secretaría del Ayuntamiento. 
Servicio de Tesorería y Finanzas de Tenango del Aire.
Las Direcciones de:
Contraloría Interna.
Desarrollo Social y Económico.
Obras y Servicios Públicos.
Seguridad Ciudadana.

#### Administración Pública Desconcentrada
Defensoría Municipal de Derechos Humanos.
Instituto Municipal de Planeación Urbana y Territorial de Tenango del Aire.

#### Administración Pública Descentralizada
Que se encuentra conformada por los organismos públicos descentralizados municipales:
Sistema Municipal para el Desarrollo Integral de la Familia (SMDIF-TA).
Instituto Municipal de Cultura Física y Deporte de Tenango del Aire (IMCUFIDET).

## Gobernantes
Tlacayáotzin Tlayllótlac (último gobernante del señorío de Tenanco Texopalco Tepopollan).

### Presidentes Municipales
- Felipe Molina Mecalco 1940-1941 (Partido de la Revolución Mexicana – PRM –);
- Julio Fragoso Díaz 1942-1943 (PRM);
- Tomás Galindo Montilla 1944-1945 (PRM);
- Joaquín González Aragón Zarza 1946-1948 (PRM);
- Ignacio Verdura Quiroz 1949-1951 (el PRM se transforma en Partido Revolucionario Institucional – PRI –);
- Bonifacio de León López 1952-1954 (PRI);
- Joaquín González Aragón Zarza 1955-1957 (PRI);
- Antonio Galindo Verdura Enero, marzo de 1958 (PRI);
- Bonifacio de León López abril de 1958-1960 (PRI);
- Luciano Galicia Pérez 1961-1963 (PRI);
- Carlos Conde Rodríguez 1964-1966 (PRI);
- Manuel Zarza de la Rosa 1967-1969 (PRI);
- Nicolás Contreras López 1970 (PRI);
- J. Encarnación Clara Montilla 1971-1972 (PRI);
- Samuel Espinosa Zarza 1973-1975 (PRI);
- Antonio Galindo Verdura 1976-1978 (PRI);
- Ramón B. Frías Martínez 1979-1981 (PRI);
- J. Alberto Verdura Zamorano 1982-1984 (PRI);
- Edmundo Rojas Soriano 1985-1987 (Partido Socialista Unificado de México – PSUM –);
- Tomás Martínez Morales 1988-1990 (Partido Mexicano Socialista – PMS –);
- Jesús Vidal Díaz 1991-1993 (PRI);
- Dr. Ramón Palma Fragoso 1994-1996 (PRI);
- Profr. Salvador Martínez Martínez 1997-abril de 2000 (Partido de la Revolución Democrática – PRD –);
- Javier Cruz Carrasco (Por Ministerio de Ley) abril-agosto de 2000 (PRD);
- Abraham Hernández Conteras 2000-2003 (PRI);
- C.P. Juan Domínguez Villa 2003-2006 (PRD);
- José Juárez Castro 2006-2009 (PRI);
- Moisés García Pérez 2009-2012 (PRI);
- Lic. Adiel Zermann Miguel 2013-2015 (PRI);
- Pablo Elías Onofre Santa Ana 2016-2018 (PAN);
- Arq. Roberto Ávila Ventura 2018- (PVEM)